# Dicranomyia excelsa
Dicranomyia excelsa är en tvåvingeart som beskrevs av Alexander 1915. Dicranomyia excelsa ingår i släktet Dicranomyia och familjen småharkrankar. Inga underarter finns listade i Catalogue of Life.